# Taushiro
Le taushiro (ou pinche) est une langue amérindienne isolée parlée en Amazonie péruvienne, dans la région de Loreto. La langue est quasiment éteinte.

## Classification
Le taushiro est une langue isolée. Adelaar le considère comme étant probablement apparenté aux langues zaparoanes.